# Koșanî, Kozeleț
Koșanî (în ucraineană Кошани) este un sat în comuna Odînți din raionul Kozeleț, regiunea Cernihiv, Ucraina.

## Demografie
Componența lingvistică a localității Koșanî
     Ucraineană (97,9%)
     Rusă (1,57%)
     Alte limbi (0,26%)
Conform recensământului din 2001, majoritatea populației localității Koșanî era vorbitoare de ucraineană (97,9%), existând în minoritate și vorbitori de rusă (1,57%).